# The Amusement Park
The Amusement Park é um filme de suspense psicológico americano de 1975. Dirigido e editado por George A. Romero a partir de um roteiro de Wally Cook. É estrelado por Lincoln Maazel, Harry Albacker, Phyllis Casterwiler, Pete Chovan e Sally Erwin. O início da sua produção começou em 1973, mas o filme só estreou no American Film Festival em Nova York em junho de 1975. O filme foi encomendado pela Lutheran Service Society of Western Pennsylvania como um filme educacional sobre abuso de idosos, mas nunca foi lançado por ter sido considerado “horrível demais para o público em geral”. Foi considerado perdido até 2017, quando foi encontrada uma cópia em 16 mm do filme por Daniel Kraus. O filme passou por uma restauração e a nova versão 4K estreou em Pittsburgh em 12 de outubro de 2019.

## Sinopse
O filme começa com o ator Lincoln Maazel explicando como os idosos são constantemente ignorados e desvalorizados pela sociedade. Ele fala ao espectador que eles estão prestes a assistir um filme que descreve, metaforicamente, como os idosos são maltratados na sociedade.
Um idoso, interpretado por Maazel, está sentado em uma sala branca, enfaixado, ensanguentado e sujo. Outro homem, também interpretado Maazel, entra limpo e bem humorado. Ele tenta se comunicar com o homem cansado e diz que vai ao parque, apesar de sua versão maltratada dizer que "não há nada lá fora". O homem limpo sai pela porta e imediatamente está no parque. Do lado de fora a porta não está ligada em nada. O homem caminha alegremente observando seus arredores antes de encontrar um bilheteiro que engana idosos pobres. Ele compra alguns ingressos que atuam como dinheiro dentro do parque.
O homem entra em uma montanha-russa com proibições estranhas, anda em um trem onde um dos passageiros mais velhos supostamente morre, é ignorado quando pergunta a respeito de um caixão que deixa o brinquedo e testemunha um homem ser multado injustamente e nada pode fazer devido a sua deficiência visual. Ele decide ir comer em uma barraquinha de comida, satirizada como um restaurante, entretanto ele e vários outros idosos são ignorados pelos garçons, que dão preferencia ao cliente rico que entra no local. Quando o homem finalmente consegue sua comida, ele simpaticamente oferece aos outros idosos
Em seguida o homem vai até uma vendinha e compra mantimentos, mas não consegue carregar todos, então ele simplesmente pega alguns biscoitos e um pote de manteiga de amendoim. Enquanto esta sentado comendo, ele chama algumas crianças para conversar, mas um adulto o acusa de ser um "degenerado" e ele foge envergonhado. O homem é convidado para um prédio por jovens que afirmam que ali ele encontrará diversão. Entrando no local ele nota que na verdade aquilo é uma sala claustrofóbica onde os mais velhos são forçados a se exercitarem em máquinas desconfortáveis. Ele sai e quebra seus óculos no processo. Ele encontra uma cartomante e testemunha um jovem casal entrar e perguntar como será o futuro deles.. A cartomante mostra que eles estarão morando em um prédio de apartamentos a ser construído em breve, onde terão pouco apoio de seu médico pessoal e vizinhos. Irritado, o jovem sai e dá um soco no mais velho que desmaia.
Quando o homem retoma a consciência, o parque está vazio, três motociclistas se aproximam e espancam o pobre o homem. Em seguida eles roubam seus ingressos. As outras pessoas reaparecem de repente mas ignoram completamente o homem.. Com pouco dinheiro, ele vai em busca de atendimento médico. O centro hospitalar, montado como uma loja, está cheio de equipamentos para idosos. Os médicos e enfermeiros apressam-se para atender todos o mais rápido possível. O homem acaba recebendo um simples curativo na cabeça e uma bengala e então é levado para fora. Ele encontra alguns homens tentando vender casas de repouso e acaba sendo roubado. O batedor de carteiras é também o responsável por um show de horrores, que consiste simplesmente em idosos vestidos com roupas casuais. Todo mundo está chateado e quando o homem se levanta para sair, de repente é perseguido pelos clientes que o acusam de tentar escapar do show de horrores. Ele encontra um "santuário", mas o mesmo se para de funcionar com sua chegada.
O homem finalmente consegue algum consolo quando uma garotinha pede que o homem leia Os Três Porquinhos para ela e o oferece um pouco de frango. A mãe bruscamente leva a garota e o livro embora. Ele então se derrama em lágrimas, abandona o pedaço de frango e volta para a sala branca; abatido e triste. Momentos depois, uma versão mais limpa e otimista de si mesmo entra, repetindo o início do filme. O homem está cansado e se sente impotente por não ser capaz de parar seu outro eu.
Maazel aparece ao final para dizer ao telespectador que eles podem ajudar os idosos por meio de programas sociais já estabelecidos. Ele encerra o filme com a frase "Vejo você no parque... algum dia."

## Elenco
- Lincoln Maazel[7]
- Harry Albacker
- Phyllis Casterwiler
- Pete Chovan
- Sally Erwin
- Jack Gottlob
- Halem Joseph
- Bob Koppler
- Marion Cook
- Michael Gornick
- George A. Romero[7]

The Amusement Park foi originalmente produzido em 1973, entre os filmes do diretor George A. Romero, A Estação da Bruxa e O Exército do Extermínio. The Amusement Park foi o único filme que Romero foi contratado para fazer. com um orçamento de US$ 37.000.
O filme foi encomendado pela Sociedade de Serviços Luterana da Pensilvânia Ocidental, como um filme educativo sobre abuso de idosos e preconceito de idade. De acordo com a esposa de Romero, Suzanne Desrocher-Romero, "Inicialmente eles usaram o filme, mas suspeito que acharam que era um pouco mais ousado do que gostariam que fosse", e logo foi arquivado.
O filme estreou no Festival de Cinema Americano em Nova York em junho de 1975, sendo exibido em alguns outros eventos e festivais ao longo dos anos.

## Redescoberta e lançamento
O filme foi considerado perdido até que uma película de 16 mm, que foi usada em uma retrospectiva de Romero no Festival de Cinema de Turim em 2001, foi enviada para Romero e sua esposa em 2017. A película e uma cópia em DVD do filme foram entregues a Suzanne Desrocher. Esta película foi exibida no cinema Spectacle em Nova York em março de 2018. Suzanne e a Fundação George A. Romero supervisionaram uma restauração em 4K do filme pela organização de preservação de filmes IndieCollect, com sede em Nova York.
O filme, agora restaurado em maior resolução, estreou em Pittsburgh no dia 12 de outubro de 2019.
Em fevereiro de 2021, foi anunciado os direitos de distribuição em streaming do filme na América do Norte, Reino Unido, Irlanda, Austrália e Nova Zelândia haviam sido adquiridos pelo Shudder. Sendo lançado no dia 8 de junho de 2021.
O filme foi selecionado para exibição no 25º Festival Internacional de Cinema Fanstástico de Bucheon, realizado em 9 de julho de 2021.

## Recepção
O filme tem um índice de aprovação de 94% no Rotten Tomatoes, baseado em 47 comentários, com uma nota média de 7,7 de 10. Peter Bradshaw, escreveu para oThe Guardian que o filme era "um pesadelo absurdo" e deu três de cinco estrelas. Chris Evangelista, do /Film, deu ao filme uma pontuação de 10 em 10, escrevendo: "Não me lembro da última vez que um filme me abalou assim". Jim Vorel, do Paste, chamou The Amusement Park de "um filme estranho, ocasionalmente hipnotizante, que muitas vezes não é agradável de se ver, mas que contém um ar de destruição niilista que muitas vezes é efetivamente perturbador". Jaime Grijalba Gómez, da Screen Anarchy considerou um milagre o fato de poder ver o filme que anteriormente era dado como perdido, mas lamentou que em alguns momentos sua "metáforas são óbvias demais".